# Тигр (фильм, 1967)
«Тигр» (ит. Il Tigre), в некоторых странах «Тигр и кошечка» (англ. The Tiger and the Pussycat) — итальянский фильм режиссёра Дино Ризи, вышедший на экраны в 1967 году.
Эта «горько-сладкая комедия рассказывает о 45-летнем успешном директоре фабрики» и счастливом семьянине Франческо (Витторио Гассман), который влюбляется в 18-летнюю студентку Каролину (Энн-Маргрет). «В то время как Каролина, несмотря на свою смешливую молодость, демонстрирует всё нарастающую зрелость, Франческо движется к мини-краху, так как его сердце разорвано и тянет его сразу в двух направлениях». В результате он практически теряет работу, а его семья оказывается на грани распада.
В 1967 году за работу в этом фильме итальянской национальной кинопремии «Давид ди Донателло» были удостоены: Витторио Гассман — за лучшую мужскую роль, а Марио Чекки Гори — как лучший продюсер, а режиссёр Дино Ризи был удостоен премии «Серебряная раковина» на Международном кинофестивале в Сан-Себастьяне.

## Сюжет
В европейском киножурнале показан сюжет о визите итальянских политиков на передовой римский завод по производству холодильников, которым руководит красивый и энергичный 45-летний директор Франческо Винченцини (Витторио Гассман). Во время партии в теннис Франческо с радостью узнаёт, что у него родился внук. Однако увидев в этом признаки старения, он обращается к своему духовнику (Жак Эрман), который советует тому не пытаться вернуть молодость, так как это не принесёт ничего хорошего.
Днём Франческо руководит своим процветающим предприятием, ведя переговоры со штаб-квартирой корпорации в Милане и готовя крупный контракт с Советским Союзом, а вечером на приёме танцует в компании нескольких одиноких богатых женщин, которые не хотят его отпускать. Вернувшись домой вместе с любимой женой Эсперией (Элинор Паркер), Франческо видит, что его 18-летний сын Лука (Джамбаттиста Солерно) попытался отравиться газом из-за своей бывшей одноклассницы Каролины, которую Франческо видел два года назад и запомнил как несимпатичную и незрелую школьницу. Франческо отправляется домой к Каролине (Энн-Маргрет), которая превратилась в красивую, сексуально привлекательную студентку современного искусства. Она объясняет, что прямо сказала Луке, что не любит его, однако не могла предположить, что он решит из-за этого покончить с собой. Вскоре Каролина звонит Франческо на работу, назначая ему свидание (на которое он не приходит), а затем как будто случайно встречает его около Колизея. Франческо обвиняет Каролину в том, что она преследует его и ведёт какую-то грязную игру, на что девушка отвечает, что «не делала ничего плохого». Дома Франческо слышит, как Лука говорит матери, что потерял к Каролине интерес.
Франческо начинает посещать занятия по русскому языку у русской графини, где неожиданно выясняет, что вместе с ним будет заниматься Каролина. После занятий они вместе гуляют по парку, где Каролина говорит, что влюбилась в него при первой встрече два года назад и любит до сих пор, а затем целует его. Эту сцену видит Лука, который прогуливает уроки вместе со своей новой подружкой. Наедине Лука предупреждает отца, чтобы тот был осторожнее, так как у Каролины много парней. Однако после этой встречи Франческо теряет от Каролины голову. Прямо в разгар рабочего дня он уезжает на встречу с ней, не обращая внимания на телефонный звонок от миланского руководства. В мастерской у Каролины они беседуют о современном искусстве, затем она пишет его портрет, после чего в его присутствии смывает в душе боди-арт, который нанесла на своё тело перед встречей. В разговоре она называет его «типичным итальянским самцом», который считает нормальным иметь любовниц, но при этом сгорает от ревности, когда у его любовниц возникают отношения с кем-то ещё. Сначала оскорблённый, Франческо уже начинает уходить, но затем набрасывается на Каролину с любовными ласками. Вскоре они вместе идут на выступление молодёжной музыкальной группы, где Франческо пытается приобщиться к молодёжной культуре. В последующие дни Франческо при первой возможности звонит Каролине по телефону, но при этом избегает близости с Эсперией, ссылаясь на головные бои, учащённый пульс и радикулит, вызванные повышенными нагрузками на работе.
Однажды под предлогом служебной командировки Франческо уезжает вместе с Каролиной на альпийский горнолыжный курорт, где настолько весело проводит время, что не отвечает на звонки миланского руководства и опаздывает на встречу советской делегации, в результате чего контракт, над которым он так много работал, оказывается под угрозой срыва. Между тем Эсперия случайно видит телевизионную передачу с курорта, в которой мелькает весёлый Франческо в компании Каролины. Во время благотворительного музыкального спектакля она рассказывает об этом подруге, которая советует сделать вид, что ей ничего не известно. Вернувшись домой, Франческо продолжает постоянно названивать Каролине, а Эсперия, которая понимает, в чём дело, только тихо плачет.
Во время очередного свидания в ресторане Каролина выражает Франческо недовольство тем, что вынуждена делить его с женой. Когда в зале неожиданно появляется миланский президент компании (Луиджи Ваннуччи), Франческо вынужден сесть к нему за столик. Пока президент делает ему замечание за срыв визита советской делегации и требует серьёзно заняться делами, Каролина в отместку за то, что он её оставил, начинает демонстративно заигрывать с молодым парнем. Во время следующей встречи в мастерской Каролина принимает Франческо холодно, открыто требуя принять решение — либо он полностью уходит к ней, либо остаётся с женой. Франческо обещает принять решение и пытается поцеловать её, но Каролина отталкивает его со словами «грязный старикашка», продолжая смотреть выступление поп-группы по телевизору и весело болтать по телефону. Франческо начинает обдумывать, как он расскажет обо всём жене, и наконец посылает ей анонимное письмо, сообщая о своём романе на стороне. Прочитав письмо, жена бросает его в камин и делает перед Франческо вид, что никакого письма не получала.
Во время прогулки по морскому побережью Франческо говорит Каролине о том, что не готов разрушить семью, и предлагает либо оставить всё как есть, либо расстаться навсегда. Когда Каролина уходит, душа Франческо раздваивается — одна его часть остаётся на месте, а вторая убегает вслед за девушкой. Тем не менее Каролина садится в попутную машину и уезжает одна. Мать Каролины встречается с Франческо, советуя ему забыть о своей ветреной дочери и вернуться в семью. Застав Франческо спящим на рабочем месте, президент корпорации присылает ему возмущённое письмо с угрозой увольнения, однако учитывая заслуги Франческо перед компанией, соглашается предоставить ему длительный отпуск.
Тем временем Франческо пускается в пьяный загул по барам, и в какой-то момент набрасывается на богатого мужчину средних лет, приняв его за очередного любовника Каролины (на самом деле это её отец). Тронутая таким поведением Франческо, Каролина навещает его, избитого после драки, на квартире армейского друга (Фиоренцо Фиорентини). Она сообщает, что уезжает в Париж учиться в Академии изобразительного искусства, и предлагает ехать вместе с ней. Франческо отправляет очередное письмо своей жене, в котором пишет о том, как высоко ценит её и как прекрасно к ней относится, однако полюбил другую женщину и уезжает вместе с ней. Передав письмо через своего дворецкого, он собирает чемоданы и уезжает на вокзал. Уже в купе поезда перед самым отправлением Франческо продолжает давать другу инструкции, как надо позаботиться о его жене и семье. В этот момент Каролина выходит из купе, якобы выпить кофе на вокзале. Оставшись один, Франческо мучится сомнениями. Сначала он сходит с поезда с чемоданами, затем догоняет его и цепляется за уже тронувшийся состав, но в последний момент видит, что Каролина с чемоданами стоит на перроне. Он зовёт её, но она, не оборачиваясь, уходит. Дома жена плачет, читая его прощальное письмо, но когда слуги сообщают, что Франческо приближается к дому, быстро собирает всю семью за стол и начинает веселиться, как будто ничего не произошло. Франческо присоединяется к ним, а сын ему на ухо шепчет: «Не переживай, папа. Мы все через это прошли».

## В ролях
- Витторио Гассман — Франческо Винченцини
- Энн-Маргрет — Каролина
- Элинор Паркер — Эсперия Винченцини
- Фиоренцо Фиорентини — Тацио
- Луиджи Ваннуччи — президент
- Жак Эрлен — монсеньор
- Элеонора Браун — Луизелла
- Джамбаттиста Солерно — Лука

## Создатели фильма и исполнители главных ролей
В 1975-76 годах режиссёр Дино Ризи добился наибольшего успеха в своей карьере с романтической комедией «Запах женщины» (1974), которая принесла ему премию Давид ди Донателло как лучшему режиссёру, номинацию на Золотую пальмовую ветвь Каннского кинофестиваля, номинацию на Оскар за лучший сценарий, а также Сезар за лучший иностранный фильм. В 1960-70-е годы Ризи был признанным мастером комедийного жанра, к числе его наиболее успешных работ относятся также комедии «Вдовец» (1959), «Матадор» (1960), «Трудная жизнь» (1961), «Обгон» (1962), «Поход на Рим» (1963), «Чудовища» (1963), «Комплексы» (1965), «Именем народа» (1971), «Кусай и беги» (1973) и «Новые чудовища» (1977). В общей сложности Дино Ризи снял Витторио Гассмана в 16 своих фильмах.
В частности, фильм Ризи «Аромат женщины» (1974) принёс Витторио Гассману в 1975 году приз лучшему актёру Каннского фестиваля, премию «Давид ди Донателло» и Серебряную ленту Итальянского национального синдиката кинокритиков. Актёрские работы Гассмана были чрезвычайно высоко ценились в Италии. В общей сложности, он семь раз выигрывал премию «Давид ди Донателло» как лучший актёр за фильмы «Большая война» (1959), «Обгон» (1962), «Конъюнктура» (1964), «Тигр» (1967), «Дорогой папа» (1979) и «Семья» (1987). Как лучший актёр он также неоднократно удостаивался премии Серебряная лента за фильмы «Кин» (1957, номинация), «Злоумышленники, как всегда, остались неизвестны» (1958), «Большая война» (1959, номинация), «Обгон» (1962), «Чудовища» (1963, номинация), «Армия Бранкалеоне» (1966, номинация), «Бранкалеоне в крестовых походах» (1970, номинация), «Семья» (1987, номинация), «Гадкий дядя» (1989), «Ужин» (1998).
После этой картины в 1968 году Ризи, Гроссман и Энн-Маргрет сделали ещё один совместный фильм — комедию «Пророк». Американская актриса шведского происхождения Энн-Маргрет начинала свою карьеру в США с таких фильмов, как «Пока, пташка» (1963), который принёс ей номинацию на Золотой глобус, «Малыш Цинциннати» (1965) и «Жил-был вор» (1965). После непродолжительной работы в Европе, в 1970 году она вернулась в США, где добилась большого успеха с фильмами «Познание плоти» (1971) и «Томми» (1975), каждый из которых принёс ей номинацию на Оскар и Золотой глобус. Кроме того, она номинировалась на Золотой глобус за фильм «Джозеф Эндрюс» (1977), а также за роли в пяти телевизионных фильмах 1984—1999 годов. К числу лучших фильмов с её участием относятся также «Человек умер» (1972), «Дешёвый детектив» (1978), «Магия» (1978), «Возвращение солдата» (1982) и «Старые ворчуны» (1993).
Элинор Паркер трижды номинировалась на Оскар за главные роли в фильмах «В клетке» (1950), «Детективная история» (1951) и «Прерванная мелодия» (1955). Кроме того, она сыграла в таких значимых фильмах, как «Гордость морпехов» (1945), «Человек с золотой рукой» (1955), «Домой с холма» (1960) и «Звуки музыки» (1965).

## Оценка фильма критикой

### Общая оценка фильма
Критик Найджел Мэскелл назвал фильм «в равной степени сладкой и грустной романтической комедией», которая «успешно передаёт надежду, наваждение, тщетность и коварство». По мнению критика, этот «болезненно грустный и всё же одновременно милый фильм доставляет визуальное наслаждение пульсирующей эстетикой свингующих шестидесятых», а также как «психологическое исследование слишком хорошо знакомой ситуации разбитого сердца». Картине добавляют разнообразия чёрно-белые кадры вымышленной кинохроники, «флэшбеки и иллюзорные сцены, а также несколько песен в исполнении поп-группы I Rollini». Журнал «Variety» отмечает, что в основу картины сценаристы положили «поношенный треугольник отношений», «подкрепив его многочисленными гэгами и краткими комическими вставками», подчеркивающими «базисные расхождения между родителями и их потомством». Далее журнал пишет, что «на протяжении почти двух третей фильм смотрится как стремительная любовная игра легкомысленного обмана со стороны мужчины и целенаправленного стремления добиться сексуальной полноты с женской стороны». Однако, когда под давлением молодой любовницы Гассман размышляет над тем, чтобы оставить жену и детей, «происходит замедление, а очарование и темп картины ослабевают».

### Оценка актёрской игры
Как пишет «Variety», Витторио Гассман в роли «пустившегося во внебрачный загул капитана индустрии средних лет… пребывает на экране почти в каждой минуте фильма. Это несправедливый груз, с учётом того, что история, на которую он должен опереться, слишком скромная. Тем не менее, он первоклассен до тех пор, пока не проседает экшн». По мнению журнала, Энн-Маргрет хороша в качестве 18-летнего «богемного сгустка энергии», а Элинор Паркер «выделяется в качестве привлекательной и понимающей жены и матери двоих взрослых детей», которая «с благородным достоинством» несёт свой груз. Маскелл также выделяет игру Элинор Паркер в роли жены, «которая молча страдает, надеясь таким образом спасти свой брак в его критический момент», в то время как «18-летнюю Каролину убедительно играет 26-летняя бывшая „кошечка с кнутом“ Энн-Маргрет».